# Пак, Елена Александровна
Елена Александровна Пак (1909 год, Приморский край, Российская империя — дата и место смерти не известны, СССР) — колхозница, Герой Социалистического Труда (1948).

## Биография
Родилась в 1910 году в Приморском крае. После окончания 8 классов с 1925 года работала учительницей в начальной школе. После депортации корейцев с Дальнего Востока была на спецпоселении в Талды-Курганской области Казахской ССР, где с 1937 года работала в сельскохозяйственной артели имени МОПРа Каратальского района Талды-Курганской области. В 1945 году её назначили бригадиром полеводческой бригады.

## Трудовой подвиг
В 1946 году полеводческая бригада, которую возглавляла Елена Александровна Пак, собрала 30 центнеров пшеницы с каждого гектара, за что она была награждена Медалью «За доблестный труд в Великой Отечественной войне 1941—1945 гг.». В 1947 году бригада Елены Александровны Пак собрала по 30,4 гектаров пшеницы с каждого гектара с общей площади 19 гектаров, за что она была удостоена звания Героя Социалистического Труда.

## Награды
- Медаль «За доблестный труд в Великой Отечественной войне 1941—1945 гг.» (1946);
- Герой Социалистического Труда — Указом Президиума Верховного Совета от 28 марта 1948 года.
- Орден Ленина (1949);

## Источник
- Герои Социалистического труда по полеводству Казахской ССР. Алма-Ата. 1950. 412 стр